# Le Rêve
Le rêve (Drömmen på franska) är en oljemålning (130 × 97 cm) målad 1932 av Pablo Picasso, då 50 år gammal, föreställandes hans 22-åriga älskarinna Marie-Thérèse Walter. Tavlan sägs ha målats på en eftermiddag, den 24 januari 1932. Den tillhör Picassos period av förvrängda bilder med förenklade konturer och kontrastrerande färger liknande tidig fauvism.
Målningens erotiska innehåll har omskrivits ett flertal gånger, med kritiker som påpekar att Picasso målade en erigerad penis, förmodligen föreställandes hans egen, i figurens ansikte.

## Historia
Le Rêve köptes för $7 000 år 1941 av New York-borna Victor och Sally Ganz. Köpet var starten på deras 50 år långa konstsamlande av de fem konstnärerna: Picasso, Jasper Johns, Robert Rauschenberg, Frank Stella och Eva Hesse. Efter att paret Ganzes dog (Victor 1987 och Sally 1997) såldes deras samling, inklusive Le Rêve, på auktionshuset Christie's den 11 november 1997, för att kunna göra upp deras arvsskatt. Le Rêve såldes för oväntat höga $48,4 miljoner, det då sjätte högsta belopp en målning sålts för (tionde plats i inflationsjusterade belopp). Hela samlingen satte ett rekord för en privat samling på $206,5 miljoner. Paret Ganzes hade själva betalt runt $2 miljoner.
Köparen som köpte Le Rêve på Christie's 1997 antas ha varit den österrikefödda kapitalförvaltaren Wolfgang Flöttl som även under en kort tid ägde Vincent van Goghs Porträtt av dr Gachet under det sena 1990-talet. 2001, på grund av ekonomiska påtryckningar, sålde han Le Rêve till kasinoägaren Steve Wynn för ett icke avslöjat belopp som uppskattades till cirka $60 miljoner.

## Olyckshändelsen
Målningen var höjdpunkten i Wynns samling, och han övervägde att döpa sitt casino Wynn Las Vegas efter den. I oktober 2006 ska han ha berättat för en grupp av sina vänner (bland dem manusförfattaren Nora Ephron och hennes man Nick Pileggi, journalisten Barbara Walters, konsthandlaren Serge Sorokko och hans fru, modellen Tatiana Sorokko och advokaten David Boies och hans fru, Mary) att han hade avtalat en dag tidigare att sälja Le Rêve för $139 miljoner till miljardären Steven A. Cohen. Priset skulle ha gjort målningen till det då dyraste konstverket någonsin. När Wynn visade målningen för sina vänner råkade han slå sin armbåge genom duken, vilket slutade med ett 15-centimeters hål i figurens vänstra underarm. Ephron gav förklaringen att Wynn ofta använder vida handrörelser och lider av retinitis pigmentosa, vilket påverkan hans synförmåga. Senare sa Wynn att han såg händelsen som ett tecken på att han inte skulle sälja målningen.
Efter reparationer för 90 000 US dollar återvärderades tavlan till 85 miljoner US dollar. Wynn begärde då mellanskillnaden på 54 miljoner US dollar från sitt försäkringsbolag Lloyd's of London, ett belopp som nästan var lika stort som priset han gav för tavlan då han köpte den. Wynn stämde försäkringsbolaget i januari 2007 då de tvekade med utbetalningen. Tvisten löstes till slut utan att gå till domstol i mars 2007.